# Alloblatta simandouensis
Alloblatta simandouensis är en kackerlacksart som beskrevs av Philippe Grandcolas 1995. Alloblatta simandouensis ingår i släktet Alloblatta och familjen jättekackerlackor.
Artens utbredningsområde är Guinea. Inga underarter finns listade i Catalogue of Life.